# Seznam čeledí pavouků
Řád pavouci (Araneae) je členěn na tři podřády a dále na 114 čeledí.
V tabulce níže jsou uvedeny i počty rodů a druhů spadajících pod jednotlivé čeledi, tato čísla je však třeba brát orientačně. Nemohou být zcela přesná, protože taxonomie pavouků, podobně jako u mnoha jiných skupin organismů, rozhodně není uzavřenou záležitostí a stále se objevují nové poznatky:
- Přibývají nově popsané druhy - v první dekádě 21. století přibližně tempem 600 nových druhů za rok. Celkově bylo v polovině roku 2015 známo více než 45 tisíc druhů pavouků a odhaduje se, že je to teprve třetina až polovina všech žijících druhů.[1]
- Některé druhy jsou naopak slučovány s jinými a uvedeny pouze jako jejich synonymní názvy například poté, co byl odhalen jejich nezávislý popis pod různými názvy na různých lokalitách, přestože se ve skutečnosti jedná o jediný druh.
- Probíhají i revize a redefinice vyšších taxonů (čeledí, nadčeledí), mezi kterými jsou pak stávající druhy přesunovány.

Na území České republiky bylo doposud nalezeno více než 860 druhů pavouků spadajících přibližně do 40 čeledí. Podrobnosti v článku Seznam pavouků Česka.
| Podřád | Vědecký název       | Český název      | Počet rodů | Počet druhů | Výskyt v ČR |
| --- | ------------------- | ---------------- | ---------- | ----------- | ----------- |
| Me | Liphistiidae        | sklípkošovití    | 8          | 91          |             |
| M | Actinopodidae       | sklepníkovití    | 3          | 47          |             |
| M | Antrodiaetidae      | sklípníkovití    | 2          | 35          |             |
| M | Atypidae            | sklípkánkovití   | 3          | 51          | ano         |
| M | Barychelidae        | sklepounovití    | 42         | 291         |             |
| M | Ctenizidae          | sklípákovití     | 9          | 130         |             |
| M | Cyrtaucheniidae     | sklepošíkovití   | 11         | 107         |             |
| M | Dipluridae          | sklepákovití     | 24         | 188         |             |
| M | Euctenizidae        |                  | 7          | 75          |             |
| M | Hexathelidae        | sklípkancovití   | 12         | 113         |             |
| M | Idiopidae           | sklepoušovití    | 22         | 322         |             |
| M | Mecicobothriidae    | sklepnatcovití   | 4          | 9           |             |
| M | Microstigmatidae    | sklepánkovití    | 7          | 16          |             |
| M | Migidae             | sklípkounovití   | 10         | 91          |             |
| M | Nemesiidae          | sklepanovití     | 45         | 382         |             |
| M | Paratropididae      | sklípkanošovití  | 4          | 10          |             |
| M | Theraphosidae       | sklípkanovití    | 130        | 983         |             |
| A | Agelenidae          | pokoutníkovití   | 70         | 1169        | ano         |
| A | Amaurobiidae        | cedivkovití      | 51         | 287         | ano         |
| A | Ammoxenidae         |                  | 4          | 18          |             |
| A | Amphinectidae       |                  | 32         | 159         |             |
| A | Anapidae            | anapovití        | 58         | 233         | ano         |
| A | Anyphaenidae        | šplhalkovití     | 56         | 525         | ano         |
| A | Araneidae           | křižákovití      | 169        | 3100        | ano         |
| A | Archaeidae          |                  | 4          | 70          |             |
| A | Austrochilidae      |                  | 3          | 9           |             |
| A | Caponiidae          |                  | 15         | 94          |             |
| A | Chummidae           |                  | 1          | 2           |             |
| A | Cithaeronidae       | citeronovití     | 2          | 7           |             |
| A | Clubionidae         | zápředníkovití   | 15         | 588         | ano         |
| A | Corinnidae          | hlavounovití     | 67         | 728         | ano         |
| A | Ctenidae            | palovčíkovití    | 41         | 493         |             |
| A | Cyatholipidae       |                  | 23         | 58          |             |
| A | Cybaeidae           | stínomilovití    | 10         | 179         | ano         |
| A | Cycloctenidae       |                  | 5          | 36          |             |
| A | Deinopidae          | vrhačovití       | 2          | 61          |             |
| A | Desidae             |                  | 38         | 185         |             |
| A | Dictynidae          | cedivečkovití    | 52         | 577         | ano         |
| A | Diguetidae          |                  | 2          | 15          |             |
| A | Drymusidae          |                  | 1          | 16          |             |
| A | Dysderidae          | šestiočkovití    | 24         | 533         | ano         |
| A | Eresidae            | stepníkovití     | 9          | 97          | ano         |
| A | Eutichuridae        |                  | 12         | 307         | ano         |
| A | Filistatidae        | filistatovití    | 18         | 119         |             |
| A | Gallieniellidae     |                  | 10         | 55          |             |
| A | Gnaphosidae         | skálovkovití     | 122        | 2179        | ano         |
| A | Gradungulidae       |                  | 7          | 16          |             |
| A | Hahniidae           | příčnatkovití    | 28         | 248         | ano         |
| A | Hersiliidae         | nákorníkovití    | 15         | 179         |             |
| A | Holarchaeidae       |                  | 1          | 2           |             |
| A | Homalonychidae      |                  | 1          | 3           |             |
| A | Huttoniidae         |                  | 1          | 1           |             |
| A | Hypochilidae        |                  | 2          | 12          |             |
| A | Lamponidae          |                  | 23         | 192         |             |
| A | Leptonetidae        | jeskyníkovití    | 22         | 272         |             |
| A | Linyphiidae         | plachetnatkovití | 601        | 4549        | ano         |
| A | Liocranidae         | zápředkovití     | 32         | 273         | ano         |
| A | Lycosidae           | slíďákovití      | 120        | 2399        | ano         |
| A | Malkaridae          |                  | 4          | 11          |             |
| A | Mecysmaucheniidae   |                  | 7          | 25          |             |
| A | Micropholcommatidae |                  | 19         | 66          |             |
| A | Mimetidae           | ostníkovití      | 13         | 158         | ano         |
| A | Miturgidae          | zápřednicovití   | 33         | 159         | ano         |
| A | Mysmenidae          | mysmenovití      | 23         | 138         | ano         |
| A | Nephilidae          | nefilovití       | 5          | 61          |             |
| A | Nesticidae          | temnomilovití    | 13         | 228         | ano         |
| A | Nicodamidae         |                  | 9          | 29          |             |
| A | Ochyroceratidae     |                  | 15         | 187         |             |
| A | Oecobiidae          | kruháčovití      | 6          | 110         |             |
| A | Oonopidae           | vzokanovití      | 109        | 1594        | ano         |
| A | Orsolobidae         |                  | 30         | 187         |             |
| A | Oxyopidae           | paslíďákovití    | 9          | 452         | ano         |
| A | Palpimanidae        | palpimanovití    | 16         | 136         |             |
| A | Pararchaeidae       |                  | 7          | 35          |             |
| A | Penestomidae        |                  | 1          | 9           |             |
| A | Periegopidae        |                  | 1          | 3           |             |
| A | Philodromidae       | listovníkovití   | 30         | 542         | ano         |
| A | Pholcidae           | třesavkovití     | 79         | 1455        | ano         |
| A | Phrurolithidae      |                  | 14         | 188         | ano         |
| A | Phyxelididae        |                  | 14         | 64          |             |
| A | Pimoidae            | pimovití         | 4          | 38          |             |
| A | Pisauridae          | lovčíkovití      | 48         | 336         | ano         |
| A | Plectreuridae       |                  | 2          | 31          |             |
| A | Prodidomidae        | paskálovkovití   | 31         | 309         |             |
| A | Psechridae          |                  | 2          | 57          |             |
| A | Salticidae          | skákavkovití     | 587        | 5818        | ano         |
| A | Scytodidae          | lepovkovití      | 5          | 230         | ano         |
| A | Segestriidae        | segestrovití     | 4          | 120         | ano         |
| A | Selenopidae         | selenopovití     | 10         | 256         |             |
| A | Senoculidae         |                  | 1          | 31          |             |
| A | Sicariidae          | koutníkovití     | 2          | 138         |             |
| A | Sinopimoidae        |                  | 1          | 1           |             |
| A | Sparassidae         | maloočkovití     | 83         | 1144        | ano         |
| A | Stenochilidae       |                  | 2          | 13          |             |
| A | Stiphidiidae        |                  | 22         | 135         |             |
| A | Symphytognathidae   |                  | 7          | 69          |             |
| A | Synaphridae         |                  | 3          | 13          |             |
| A | Synotaxidae         |                  | 14         | 82          |             |
| A | Telemidae           |                  | 8          | 61          |             |
| A | Tengellidae         |                  | 10         | 59          |             |
| A | Tetrablemmidae      |                  | 31         | 158         |             |
| A | Tetragnathidae      | čelistnatkovití  | 47         | 973         | ano         |
| A | Theridiidae         | snovačkovití     | 121        | 2445        | ano         |
| A | Theridiosomatidae   | křižáčkovití     | 18         | 106         | ano         |
| A | Thomisidae          | běžníkovití      | 175        | 2158        | ano         |
| A | Titanoecidae        | teplomilovití    | 5          | 53          | ano         |
| A | Trachelidae         |                  | 16         | 203         | ano         |
| A | Trechaleidae        |                  | 16         | 120         |             |
| A | Trochanteriidae     |                  | 19         | 152         |             |
| A | Trogloraptoridae    |                  | 1          | 1           |             |
| A | Uloboridae          | pakřižákovití    | 18         | 272         | ano         |
| A | Zodariidae          | mravčíkovití     | 79         | 1084        | ano         |
| A | Zorocratidae        |                  | 5          | 42          |             |
| A | Zoropsidae          | pazorovití       | 15         | 87          |             |
| |                     | Celkem:          | 3961       | 45539       |             |
| Legenda - podřády: Me - Mesothelae (sklípkoši), M - Mygalomorphae (sklípkani), A - Araneomorphae (dvouplicní) |                     |                  |            |             |             |